# Aganang
Aganang (officieel Aganang Local Municipality) is een voormalig gemeente in het Zuid-Afrikaanse district Capricorn.
Aganang ligt in de provincie Limpopo en telt 131.164 inwoners. 

## Hoofdplaatsen
Het nationaal instituut voor de statistiek, Stats SA, deelt in de census 2011 deze gemeente in in 90 zogenaamde hoofdplaatsen (main place):
Aganang NU • Bakone • Boratapelo • Chloe • Cornelia • Damplaats • Diana • Dibeng • Ga-Dietane • Ga-Dikgale • Ga-Keetse • Ga-Kgoroshi • Ga-Kolopo • Ga-Lamola • Ga-Lepadima • Ga-Mabitsela • Ga-Madiba • Ga-Madietane • Ga-Mahoai • Ga-Mangou • Ga-Mankodi • Ga-Manyapje • Ga-Maribana • Ga-Masehlong • Ga-Mashashane • Ga-Matlapa • Ga-Matlhodi • Ga-Mmabatho • Ga-Mmathongwana • Ga-Modikana • Ga-Mokobodi • Ga-Motlagomo • Ga-Ngwetsana • Ga-Nonyane • Ga-Phagodi • Ga-Piet • Ga-Ramakara • Ga-Rametlwana • Ga-Ramokadi-Kadi • Ga-Ramoshwane • Ga-Ramotlokana • Ga-Rampuru • Ga-Rankuwa • Ga-Sebotse • Ga-Sechaba • Glen-Roy • Goedgevonden • Helena • Hwibi • Juno • Jupiter • Kalkspruit A • Kameelkop • Kanana • Leokanong • Lepotlako • Madietane • Makgobane • Mamehlabe • Maraba • Mars • Matlala • Matlaleng • Modderput • Mohlajeng • Mohlonong • Moletji • Moneywaneng • Monotwane • Morowe • Naledi • Ngwanallela • Nokayamatlala • Ntlolane • Phetole • Phofu • Ramalapa • Rapitsi • Schoongelegen • Sefahlane • Segwahleng • Sekuruwe • Seroba • Setumong • Takalane • Taung • Tibane • Utsane • Venus • Waschbank.